# Lekkoatletyka na Letnich Igrzyskach Olimpijskich 1996
Wyniki zawodów lekkoatletycznych na Letnich Igrzyskach Olimpijskich w 1996 roku.

## mężczyźni

### Sprint na 100 m
| Lp. | Państwo           | Zawodnik         | Czas    |
| --- | ----------------- | ---------------- | ------- |
| 1   | Kanada            | Donovan Bailey   | 9,84 s  |
| 2   | Namibia           | Frank Fredericks | 9,89 s  |
| 3   | Trynidad i Tobago | Ato Boldon       | 9,90 s  |
| 4   | Stany Zjednoczone | Dennis Mitchell  | 9,99 s  |
| 5   | Stany Zjednoczone | Michael Marsh    | 10,00 s |
| 6   | Nigeria           | Davidson Ezinwa  | 10,14 s |
| 7   | Jamajka           | Michael Green    | 10,16 s |
| 8   | Wielka Brytania   | Linford Christie | DQ      |

### Sprint na 200 m
| Lp. | Państwo           | Zawodnik            | Czas    |
| --- | ----------------- | ------------------- | ------- |
| 1   | Stany Zjednoczone | Michael Johnson     | 19,32 s |
| 2   | Namibia           | Frank Fredericks    | 19,68 s |
| 3   | Trynidad i Tobago | Ato Boldon          | 19,80 s |
| 4   | Barbados          | Obadele Thompson    | 20,14 s |
| 5   | Stany Zjednoczone | Jeff Williams       | 20,17 s |
| 6   | Kuba              | Iván García Sánchez | 20,21 s |
| 7   | Belgia            | Patrick Stevens     | 20,27 s |
| 8   | Stany Zjednoczone | Michael Marsh       | 20,48 s |

### Sprint na 400 m
| Lp. | Państwo           | Zawodnik        | Czas    |
| --- | ----------------- | --------------- | ------- |
| 1   | Stany Zjednoczone | Michael Johnson | 43,49 s |
| 2   | Wielka Brytania   | Roger Black     | 44,41 s |
| 3   | Uganda            | Davis Kamoga    | 44,53 s |
| 4   | Stany Zjednoczone | Alvin Harrison  | 44,62 s |
| 5   | Wielka Brytania   | Iwan Thomas     | 44,70 s |
| 6   | Jamajka           | Roxbert Martin  | 44,83 s |
| 7   | Jamajka           | Davian Clarke   | 44,99 s |
| 8   | Katar             | Ibrahim Ismail  | DNF     |

### Bieg na 800 m
| Lp. | Państwo           | Zawodnik         | Czas        |
| --- | ----------------- | ---------------- | ----------- |
| 1   | Norwegia          | Vebjørn Rodal    | 1:42,58 min |
| 2   | Południowa Afryka | Hezekiél Sepeng  | 1:42,74 min |
| 3   | Kenia             | Fred Onyancha    | 1:42,79 min |
| 4   | Kuba              | Norberto Téllez  | 1:42,85 min |
| 5   | Niemcy            | Nico Motchebon   | 1:43,91 min |
| 6   | Kenia             | David Kiptoo     | 1:44,19 min |
| 7   | Stany Zjednoczone | Johnny Gray      | 1:44,21 min |
| 8   | Maroko            | Benyounes Lahlou | 1:45,52 min |

### Bieg na 1500 m
| Lp. | Państwo   | Zawodnik           | Czas        |
| --- | --------- | ------------------ | ----------- |
| 1   | Algieria  | Noureddine Morceli | 3:35,78 min |
| 2   | Hiszpania | Fermín Cacho Ruiz  | 3:36,40 min |
| 3   | Kenia     | Stephen Kipkorir   | 3:36,72 min |
| 4   | Kenia     | Laban Rotich       | 3:37,39 min |
| 5   | Kenia     | William Tanui      | 3:37,42 min |
| 6   | Somalia   | Abdi Bile          | 3:38,03 min |
| 7   | Holandia  | Marko Koers        | 3:38,18 min |
| 8   | Tunezja   | Ali Hakimi         | 3:38,19 min |

### Bieg na 5000 m
| Lp. | Państwo           | Zawodnik              | Czas         |
| --- | ----------------- | --------------------- | ------------ |
| 1   | Burundi           | Vénuste Niyongabo     | 13:07,96 min |
| 2   | Kenia             | Paul Bitok            | 13:08,16 min |
| 3   | Maroko            | Khalid Boulami        | 13:08,37 min |
| 4   | Niemcy            | Dieter Baumann        | 13:08,81 min |
| 5   | Kenia             | Tom Nyariki           | 13:12,29 min |
| 6   | Stany Zjednoczone | Robert Kennedy        | 13:12,35 min |
| 7   | Hiszpania         | Enrique Molina Vargas | 13:12,91 min |
| 8   | Maroko            | Ibrahim Lahlafi       | 13:13,26 min |

### Bieg na 10 000 m
| Lp. | Państwo | Zawodnik            | Czas         |
| --- | ------- | ------------------- | ------------ |
| 1   | Etiopia | Haile Gebrselassie  | 27:07,34 min |
| 2   | Kenia   | Paul Tergat         | 27:08,17 min |
| 3   | Maroko  | Salah Hissou        | 27:28,59 min |
| 4   | Burundi | Aloys Nizigama      | 27:33,79 min |
| 5   | Kenia   | Josphat Machuka     | 27:35,08 min |
| 6   | Kenia   | Paul Koech          | 27:35,19 min |
| 7   | Maroko  | Chalid Skah         | 27:46,98 min |
| 8   | Rwanda  | Mathias Ntawulikura | 27:50,73 min |

### Bieg na 110 m przez płotki
| Lp. | Państwo           | Zawodnik            | Czas    |
| --- | ----------------- | ------------------- | ------- |
| 1   | Stany Zjednoczone | Allen Johnson       | 12,95 s |
| 2   | Stany Zjednoczone | Mark Crear          | 13,09 s |
| 3   | Niemcy            | Florian Schwarthoff | 13,17 s |
| 4   | Wielka Brytania   | Colin Jackson       | 13,19 s |
| 5   | Kuba              | Emiio Valle Alvarez | 13,20 s |
| 6   | Stany Zjednoczone | Eugene Swift        | 13,23 s |
| 7   | Australia         | Kyle Vander-Kuyp    | 13,40 s |
| 8   | Kuba              | Erick Batte Herrera | 13,43 s |

### Bieg na 400 m przez płotki
| Lp. | Państwo           | Zawodnik           | Czas    |
| --- | ----------------- | ------------------ | ------- |
| 1   | Stany Zjednoczone | Derrick Adkins     | 47,54 s |
| 2   | Zambia            | Samuel Matete      | 47,78 s |
| 3   | Stany Zjednoczone | Calvin Davis       | 47,96 s |
| 4   | Szwecja           | Sven Nylander      | 47,98 s |
| 5   | Australia         | Rohan Robinson     | 48,30 s |
| 6   | Włochy            | Fabrizio Mori      | 48,41 s |
| 7   | Brazylia          | Everson Teixeira   | 48,57 s |
| 8   | Brazylia          | Eronilde de Araújo | 48,78 s |

### Bieg na 3000 m z przeszkodami
| Lp. | Państwo           | Zawodnik                | Czas        |
| --- | ----------------- | ----------------------- | ----------- |
| 1   | Kenia             | Joseph Keter            | 8:07,12 min |
| 2   | Kenia             | Moses Kiptanui          | 8:08,33 min |
| 3   | Włochy            | Alessandro Lambruschini | 8:11,28 min |
| 4   | Kenia             | Matthew Birir           | 8:17,18 min |
| 5   | Stany Zjednoczone | Mark Croghan            | 8:17,84 min |
| 6   | Niemcy            | Steffen Brand           | 8:18,52 min |
| 7   | Maroko            | Brahim Boulami          | 8:23,13 min |
| 8   | Norwegia          | Jim Svenoy              | 8:23,39 min |

### Sprint sztafetowy 4×100m
| Lp. | Państwo           | Zawodnik                                                        | Czas    |
| --- | ----------------- | --------------------------------------------------------------- | ------- |
| 1   | Kanada            | Robert Esmie Glenroy Gilbert Bruny Surin Donovan Bailey         | 37,69 s |
| 2   | Stany Zjednoczone | Jon Drummond Tim Harden Michael Marsh Dennis Mitchell           | 38,05 s |
| 3   | Brazylia          | Arnaldo da Silva Robson da Silva Édson Ribeiro André da Silva   | 38,41 s |
| 4   | Ukraina           | Kostia Rurak Władisław Dołogodin Serhij Osowycz Ołeh Kramarenko | 38,55 s |
| 5   | Szwecja           | Lars Hedner Peter Karlsson Patrik Strenius Torbjörn Martensson  | 38,67 s |
| 6   | Kuba              | Andrés Simón Joel Lamela Joel Isasi Luis Alberto Pérez-Rionda   | 39,39 s |
| –   | Francja           | Regis Groisard Pascal Theophile Needy Guims Hermann Lomba       | DNF     |
| –   | Ghana             | Aziz Zakari Eric Nkansah Albert Agyemang Emmanuel Tuffour       | DNS     |

Uwaga: w tabeli uwzględniono tylko zawodników biegnących w finale.

### Sprint sztafetowy 4×400m
| Lp. | Państwo           | Zawodnik                                                         | Czas           |
| --- | ----------------- | ---------------------------------------------------------------- | -------------- |
| 1   | Stany Zjednoczone | LaMont Smith Alvin Harrison Derek Mills Anthuan Maybank          | 2:55,99 min    |
| 2   | Wielka Brytania   | Iwan Thomas Jamie Baulch Mark Richardson Roger Black             | 2:56,60 min RE |
| 3   | Jamajka           | Michael McDonald Roxbert Martin Gregory Haughton Davian Clarke   | 2:59,42 min    |
| 4   | Senegal           | Moustapha Diarra Aboubakry Dia Hachim Ndiaye Ibou Faye           | 3:00,64 min    |
| 5   | Japonia           | Shunji Karube Kōji Itō Jun Osakada Shigekazu Omori               | 3:00,76 min    |
| 6   | Polska            | Piotr Rysiukiewicz Tomasz Jędrusik Piotr Haczek Robert Maćkowiak | 3:00,96 min    |
| 7   | Bahamy            | Carl Oliver Troy McIntosh Dennis Darling Timothy Munnings        | 3:02,71 min    |
| 8   | Kenia             | Samson Kitur Samson Yego Simon Kemboi Julius Chepkwony           | DNS            |

Uwaga: w tabeli uwzględniono tylko zawodników biegnących w finale.

### Skok wzwyż
| Lp. | Państwo           | Zawodnik              | Wynik  |
| --- | ----------------- | --------------------- | ------ |
| 1   | Stany Zjednoczone | Charles Austin        | 2,39 m |
| 2   | Polska            | Artur Partyka         | 2,37 m |
| 3   | Wielka Brytania   | Steve Smith           | 2,35 m |
| 4   | Jugosławia        | Dragutin Topić        | 2,32 m |
| 5   | Norwegia          | Steinar Hoen          | 2,32 m |
| 6   | Grecja            | Lambros Papakostas    | 2,32 m |
| 7   | Australia         | Tim Forsyth           | 2,32 m |
| 8   | Korea Południowa  | Lee Jin-taek          | 2,29 m |
| ... | ...               | ...                   | ...    |
| 10  | Polska            | Przemysław Radkiewicz | 2,29 m |
| 11  | Polska            | Jarosław Kotewicz     | 2,25 m |

### Skok o tyczce
| Lp. | Państwo           | Zawodnik           | Wynik  |
| --- | ----------------- | ------------------ | ------ |
| 1   | Francja           | Jean Galfione      | 5,92 m |
| 2   | Rosja             | Igor Trandienkow   | 5,92 m |
| 3   | Niemcy            | Andrej Tiwontschik | 5,92 m |
| 4   | Kazachstan        | Igor Potapowicz    | 5,86 m |
| 5   | Rosja             | Piotr Boczkariew   | 5,86 m |
| 6   | Białoruś          | Dmitri Markow      | 5,86 m |
| 7   | Niemcy            | Tim Lobinger       | 5,80 m |
| 8   | Stany Zjednoczone | Lawrence Johnson   | 5,70 m |

### Skok w dal
| Lp. | Państwo           | Zawodnik            | Wynik  |
| --- | ----------------- | ------------------- | ------ |
| 1   | Stany Zjednoczone | Carl Lewis          | 8,50 m |
| 2   | Jamajka           | James Beckford      | 8,29 m |
| 3   | Stany Zjednoczone | Joe Greene          | 8,24 m |
| 4   | Francja           | Emmanuel Bangué     | 8,19 m |
| 5   | Stany Zjednoczone | Mike Powell         | 8,17 m |
| 6   | Słowenia          | Gregor Cankar       | 8,11 m |
| 7   | Białoruś          | Aleksandr Gławackij | 8,07 m |
| 8   | Szwecja           | Mattias Sunneborn   | 8,06 m |

### Trójskok
| Lp. | Państwo           | Zawodnik          | Wynik   |
| --- | ----------------- | ----------------- | ------- |
| 1   | Stany Zjednoczone | Kenny Harrison    | 18,09 m |
| 2   | Wielka Brytania   | Jonathan Edwards  | 17,88 m |
| 3   | Kuba              | Yoelbi Quesada    | 17,44 m |
| 4   | Stany Zjednoczone | Mike Conley       | 17,40 m |
| 5   | Armenia           | Armen Martirosjan | 16,97 m |
| 6   | Bermudy           | Brian Wellman     | 16,95 m |
| 7   | Bułgaria          | Galin Georgiew    | 16,92 m |
| 8   | Stany Zjednoczone | Robert Howard     | 16,90 m |

### Rzut młotem
| Lp. | Państwo           | Zawodnik          | Wynik   |
| --- | ----------------- | ----------------- | ------- |
| 1   | Węgry             | Balázs Kiss       | 81,24 m |
| 2   | Stany Zjednoczone | Lance Deal        | 81,12 m |
| 3   | Ukraina           | Ołeksandr Krykun  | 80,02 m |
| 4   | Ukraina           | Andrij Skwaruk    | 79,92 m |
| 5   | Niemcy            | Heinz Weis        | 79,78 m |
| 6   | Rosja             | Ilja Konowałow    | 78,72 m |
| 7   | Białoruś          | Ihar Astapkowicz  | 78,20 m |
| 8   | Białoruś          | Siergiej Ałaj     | 77,38 m |
| ... | ...               | ...               | ...     |
| 10  | Polska            | Szymon Ziółkowski | 76,64 m |

### Pchnięcie kulą
| Lp. | Państwo           | Zawodnik          | Wynik   |
| --- | ----------------- | ----------------- | ------- |
| 1   | Stany Zjednoczone | Randy Barnes      | 21,62 m |
| 2   | Stany Zjednoczone | John Godina       | 20,79 m |
| 3   | Ukraina           | Ołeksandr Bahacz  | 20,75 m |
| 4   | Włochy            | Paolo Dal Soglio  | 20,74 m |
| 5   | Niemcy            | Oliver-Sven Buder | 20,51 m |
| 6   | Ukraina           | Roman Wirastiuk   | 20,45 m |
| 7   | Stany Zjednoczone | C.J. Hunter       | 20,39 m |
| 8   | Jugosławia        | Dragan Perić      | 20,07 m |

### Rzut dyskiem
| Lp. | Państwo           | Zawodnik               | Wynik   |
| --- | ----------------- | ---------------------- | ------- |
| 1   | Niemcy            | Lars Riedel            | 69,40 m |
| 2   | Białoruś          | Uładzimir Dubrouszczyk | 66,60 m |
| 3   | Białoruś          | Wasilij Kaptiuch       | 65,80 m |
| 4   | Stany Zjednoczone | Anthony Washington     | 65,42 m |
| 5   | Litwa             | Virgilijus Alekna      | 65,30 m |
| 6   | Niemcy            | Jürgen Schult          | 64,62 m |
| 7   | Ukraina           | Witalij Sidorow        | 63,78 m |
| 8   | Litwa             | Vaclovas Kidykas       | 62,78 m |

### Rzut oszczepem
| Lp. | Państwo           | Zawodnik         | Wynik   |
| --- | ----------------- | ---------------- | ------- |
| 1   | Czechy            | Jan Železný      | 88,16 m |
| 2   | Wielka Brytania   | Steve Backley    | 87,44 m |
| 3   | Finlandia         | Seppo Räty       | 86,98 m |
| 4   | Niemcy            | Raymond Hecht    | 86,88 m |
| 5   | Niemcy            | Boris Henry      | 85,68 m |
| 6   | Rosja             | Siergiej Makarow | 85,30 m |
| 7   | Finlandia         | Kimmo Kinnunen   | 84,02 m |
| 8   | Stany Zjednoczone | Tom Pukstys      | 83,58 m |

### Dziesięciobój
| Lp. | Państwo           | Zawodnik          | Wynik    |
| --- | ----------------- | ----------------- | -------- |
| 1   | Stany Zjednoczone | Dan O’Brien       | 8824 pkt |
| 2   | Niemcy            | Frank Busemann    | 8706 pkt |
| 3   | Czechy            | Tomáš Dvořák      | 8664 pkt |
| 4   | Stany Zjednoczone | Steve Fritz       | 8644 pkt |
| 5   | Białoruś          | Eduard Hämäläinen | 8613 pkt |
| 6   | Estonia           | Erki Nool         | 8543 pkt |
| 7   | Czechy            | Robert Změlík     | 8422 pkt |
| 8   | Uzbekistan        | Ramil Ganiyew     | 8318 pkt |

### Chód 20 km
| Lp. | Państwo   | Zawodnik                | Wynik     |
| --- | --------- | ----------------------- | --------- |
| 1   | Ekwador   | Jefferson Pérez Quezada | 1:20:07 h |
| 2   | Rosja     | Ilja Markow             | 1:20:16 h |
| 3   | Meksyk    | Bernardo Segura Rivera  | 1:20:23 h |
| 4   | Australia | Nick A’Hern             | 1:20:31 h |
| 5   | Rosja     | Riszat Szafikow         | 1:20:41 h |
| 6   | Łotwa     | Aigars Fadejevs         | 1:20:47 h |
| 7   | Rosja     | Michaił Szczennikow     | 1:21:09 h |
| 8   | Polska    | Robert Korzeniowski     | 1:21:13 h |

### Chód 50 km
| Lp. | Państwo    | Zawodnik             | Wynik     |
| --- | ---------- | -------------------- | --------- |
| 1   | Polska     | Robert Korzeniowski  | 3:43:30 h |
| 2   | Rosja      | Michaił Szczennikow  | 3:43:36 h |
| 3   | Hiszpania  | Valentí Massana      | 3:44:19 h |
| 4   | Włochy     | Arturo Di Mezza      | 3:44:52 h |
| 5   | Białoruś   | Wiktor Ginko         | 3:45:27 h |
| 6   | Meksyk     | Ignacio Zamudio Cruz | 3:46:07 h |
| 7   | Finlandia  | Valentin Kononen     | 3:47:40 h |
| 8   | Kazachstan | Siergiej Korepanow   | 3:48:42 h |

### Maraton
| Lp. | Państwo           | Zawodnik                  | Wynik     |
| --- | ----------------- | ------------------------- | --------- |
| 1   | Południowa Afryka | Josia Thugwane            | 2:12:36 h |
| 2   | Korea Południowa  | Lee Bong-ju               | 2:12:39 h |
| 3   | Kenia             | Erick Wainaina            | 2:12:44 h |
| 4   | Hiszpania         | Martín Fiz Martin         | 2:13:20 h |
| 5   | Wielka Brytania   | Richard Nerurkar          | 2:13:39 h |
| 6   | Meksyk            | Germán Silva Martinez     | 2:14:29 h |
| 7   | Australia         | Steve Moneghetti          | 2:14:35 h |
| 8   | Meksyk            | Benjamín Paredes Martinez | 2:14:55 h |
| ... | ...               | ...                       | ...       |
| 17  | Polska            | Leszek Bebło              | 2:17:04 h |
| 61  | Polska            | Grzegorz Gajdus           | 2:23:41 h |

## kobiety

### 100 m
| Lp. | Państwo           | Zawodniczka         | Wynik   |
| --- | ----------------- | ------------------- | ------- |
| 1   | Stany Zjednoczone | Gail Devers         | 10,94 s |
| 2   | Jamajka           | Merlene Ottey       | 10,94 s |
| 3   | Stany Zjednoczone | Gwen Torrence       | 10,96 s |
| 4   | Bahamy            | Chandra Sturrup     | 11,00 s |
| 5   | Rosja             | Marina Trandienkowa | 11,06 s |
| 6   | Rosja             | Natalia Woronowa    | 11,10 s |
| 7   | Nigeria           | Mary Onyali         | 11,13 s |
| 8   | Ukraina           | Żanna Pintusewicz   | 11,14 s |

### 200 m
| Lp. | Państwo           | Zawodniczka       | Wynik   |
| --- | ----------------- | ----------------- | ------- |
| 1   | Francja           | Marie-José Perec  | 22,12 s |
| 2   | Jamajka           | Merlene Ottey     | 22,24 s |
| 3   | Nigeria           | Mary Onyali       | 22,38 s |
| 4   | Stany Zjednoczone | Inger Miller      | 22,41 s |
| 5   | Rosja             | Galina Malczugina | 22,45 s |
| 6   | Bahamy            | Chandra Sturrup   | 22,54 s |
| 7   | Jamajka           | Juliet Cuthbert   | 22,60 s |
| 8   | Stany Zjednoczone | Carlette Guidry   | 22,61 s |

### 400 m
| Lp. | Państwo           | Zawodniczka            | Wynik      |
| --- | ----------------- | ---------------------- | ---------- |
| 1   | Francja           | Marie-José Perec       | 48,25 RO   |
| 2   | Australia         | Cathy Freeman          | 48,63 s    |
| 3   | Nigeria           | Falilat Ogunkoya       | 49,10 s AR |
| 4   | Bahamy            | Pauline Davis-Thompson | 49,28 s    |
| 5   | Stany Zjednoczone | Jearl Miles            | 49,55 s    |
| 6   | Nigeria           | Fatima Yusuf           | 49,77 s    |
| 7   | Jamajka           | Sandie Richards        | 50,45 s    |
| 8   | Niemcy            | Grit Breuer            | 50,71 s    |

### 800 m
| Lp. | Państwo         | Zawodniczka             | Wynik       |
| --- | --------------- | ----------------------- | ----------- |
| 1   | Rosja           | Swietłana Mastierkowa   | 1:57,73 min |
| 2   | Kuba            | Ana Fidelia Quirot      | 1:58,11 min |
| 3   | Mozambik        | Maria de Lurdes Mutola  | 1:58,71 min |
| 4   | Wielka Brytania | Kelly Holmes            | 1:58,81 min |
| 5   | Rosja           | Jelena Afanasjewa       | 1:59,57 min |
| 6   | Francja         | Patricia Djaté-Taillard | 1:59,61 min |
| 7   | Białoruś        | Natalla Duchnowa        | 2:00,32 min |
| 8   | Nowa Zelandia   | Tani Hodgkinson         | 2:00,54 min |

### 1500 m
| Lp. | Państwo    | Zawodniczka           | Wynik       |
| --- | ---------- | --------------------- | ----------- |
| 1   | Rosja      | Swietłana Mastierkowa | 4:00,83 min |
| 2   | Rumunia    | Gabriela Szabó        | 4:01,54 min |
| 3   | Austria    | Theresia Kiesl        | 4:03,02 min |
| 4   | Kanada     | Leah Pells            | 4:03,56 min |
| 5   | Australia  | Margaret Crowley      | 4:03,79 min |
| 6   | Portugalia | Carla Sacramento      | 4:03,91 min |
| 7   | Rosja      | Ludmiła Borisowa      | 4:05,90 min |
| 8   | Polska     | Małgorzata Rydz       | 4:05,92 min |
| ... | ...        | ...                   | ...         |
| 12  | Polska     | Anna Brzezińska       | 4:08,27 min |

### 5000 m
| Lp. | Państwo         | Zawodniczka     | Wynik        |
| --- | --------------- | --------------- | ------------ |
| 1   | Chiny           | Wang Junxia     | 14:59,88 min |
| 2   | Kenia           | Pauline Konga   | 15:03,49 min |
| 3   | Włochy          | Roberta Brunet  | 15:07,52 min |
| 4   | Japonia         | Michiko Shimizu | 15:09,05 min |
| 5   | Wielka Brytania | Paula Radcliffe | 15:13,11 min |
| 6   | Rosja           | Jelena Romanowa | 15:14,09 min |
| 7   | Rumunia         | Elena Fidatov   | 15:16,71 min |
| 8   | Kenia           | Rose Cheruiyot  | 15:17,33 min |

### 10 000 m
| Lp. | Państwo    | Zawodniczka      | Wynik        |
| --- | ---------- | ---------------- | ------------ |
| 1   | Portugalia | Fernanda Ribeiro | 31:01,63 min |
| 2   | Chiny      | Wang Junxia      | 31:02,59 min |
| 3   | Etiopia    | Gete Wami        | 31:06,65 min |
| 4   | Etiopia    | Derartu Tulu     | 31:10,46 min |
| 5   | Japonia    | Masako Chiba     | 37:20,62 min |
| 6   | Kenia      | Tegla Loroupe    | 37:23,22 min |
| 7   | Japonia    | Yuko Kawakami    | 31:23,23 min |
| 8   | Rumunia    | Iulia Negurâ     | 31:26,46 min |

### 100 m przez płotki
| Lp. | Państwo           | Zawodniczka          | Wynik   |
| --- | ----------------- | -------------------- | ------- |
| 1   | Szwecja           | Ludmiła Engquist     | 12,58 s |
| 2   | Słowenia          | Brigita Bukovec      | 12,59 s |
| 3   | Francja           | Patricia Girard-Leno | 12,65 s |
| 4   | Stany Zjednoczone | Gail Devers          | 12,66 s |
| 5   | Jamajka           | Dione Rose           | 12,74 s |
| 6   | Jamajka           | Michelle Freeman     | 12,76 s |
| 7   | Stany Zjednoczone | Lynda Tolbert-Goode  | 13,11 s |
| 8   | Rosja             | Natalia Szechodanowa | DQ      |

### 400 m przez płotki
| Lp. | Państwo           | Zawodniczka         | Wynik   |
| --- | ----------------- | ------------------- | ------- |
| 1   | Jamajka           | Deon Hemmings       | 52,82 s |
| 2   | Stany Zjednoczone | Kimberly Batten     | 53,08 s |
| 3   | Stany Zjednoczone | Tonja Buford-Bailey | 53,22 s |
| 4   | Jamajka           | Debbie Parris       | 53,97 s |
| 5   | Niemcy            | Heike Meißner       | 54,03 s |
| 6   | Kanada            | Rosey Edeh          | 54,39 s |
| 7   | Rumunia           | Ionela Târlea       | 54,40 s |
| 8   | Niemcy            | Silvia Rieger       | 54,57 s |

### 4×100m
| Lp. | Państwo           | Zawodniczki                                                                | Czas    |
| --- | ----------------- | -------------------------------------------------------------------------- | ------- |
| 1   | Stany Zjednoczone | Chryste Gaines Gail Devers Inger Miller Gwen Torrence                      | 41,95 s |
| 2   | Bahamy            | Eldece Clarke-Lewis Chandra Sturrup Savatheda Fynes Pauline Davis-Thompson | 42,14 s |
| 3   | Jamajka           | Michelle Freeman Juliet Cuthbert Nikole Mitchell Merlene Ottey             | 42,24 s |
| 4   | Rosja             | Jekaterina Leszczowa Galina Malczugina Natalia Woronowa Irina Priwałowa    | 42,27 s |
| 5   | Nigeria           | Chioma Ajunwa Mary Tombiri-Shirey Christy Opara-Thompson Mary Onyali       | 42,56 s |
| 6   | Francja           | Sandra Citté Odiah Sidibé Patricia Girard-Leno Marie-José Perec            | 42,76 s |
| 7   | Australia         | Sharon Cripps Kylie Hanigan Lauren Hewitt Jodi Lambert                     | 43,70 s |
| 8   | Wielka Brytania   | Angie Thorp Marcia Richardson Simmone Jacobs Katharine Merry               | 43,93 s |

Uwaga: w tabeli uwzględniono tylko zawodniczki biegnące w finale.

### 4×400m
| Lp. | Państwo           | Zawodniczki                                                                 | Czas        |
| --- | ----------------- | --------------------------------------------------------------------------- | ----------- |
| 1   | Stany Zjednoczone | Rochelle Stevens Maicel Malone Kim Graham Jearl Miles                       | 3:20,91 min |
| 2   | Nigeria           | Olabisi Afolabi Fatima Yusuf Charity Opara Falilat Ogunkoya                 | 3:21,04 min |
| 3   | Niemcy            | Uta Rohländer Linda Kisabaka Anja Rücker Grit Breuer                        | 3:21,14 min |
| 4   | Jamajka           | Merlene Frazer Sandie Richards Juliet Campbell Deon Hemmings                | 3:21,69 min |
| 5   | Rosja             | Tatiana Czebykina Swietłana Gonczarenko Jekatierina Kulikowa Olga Kotlarowa | 3:22,22 min |
| 6   | Kuba              | Idalmis Bonne Julia Duporty Surella Morales Ana Fidelia Quirot              | 3:25,85 min |
| 7   | Czechy            | Naděžda Koštovalová Ludmila Formanová Helena Fuchsová Hana Benešová         | 3:26,99 min |
| 8   | Francja           | Francine Landre Viviane Dorsile Évelyne Élien Elsa Devassoigne              | 3:28,46 min |

Uwaga: w tabeli uwzględniono tylko zawodniczki biegnące w finale.

### Skok wzwyż
| Lp. | Państwo  | Zawodniczka        | Wynik  |
| --- | -------- | ------------------ | ------ |
| 1   | Bułgaria | Stefka Kostadinowa | 2,05 m |
| 2   | Grecja   | Niki Bakogianni    | 2,03 m |
| 3   | Ukraina  | Inha Babakowa      | 2,01 m |
| 4   | Rosja    | Jelena Gulajewa    | 1,99 m |
| 5 = | Niemcy   | Alina Astafei      | 1,96 m |
| 5 = | Rosja    | Tatjana Motkowa    | 1,96 m |
| 5 = | Litwa    | Nelė Žilinskienė   | 1,96 m |
| 8   | Norwegia | Hanne Haugland     | 1,96 m |

### Skok w dal
| Lp. | Państwo           | Zawodniczka          | Wynik  |
| --- | ----------------- | -------------------- | ------ |
| 1   | Nigeria           | Chioma Ajunwa        | 7,12 m |
| 2   | Włochy            | Fiona May            | 7,02 m |
| 3   | Stany Zjednoczone | Jackie Joyner-Kersee | 7,00 m |
| 4   | Grecja            | Niki Xanthou         | 6,97 m |
| 5   | Ukraina           | Irina Czechowcowa    | 6,97 m |
| 6   | Polska            | Agata Karczmarek     | 6,90 m |
| 7   | Australia         | Nicole Boegman       | 6,73 m |
| 8   | Węgry             | Tünde Vaszi          | 6,60 m |

### Trójskok
| Lp. | Państwo         | Zawodniczka      | Wynik   |
| --- | --------------- | ---------------- | ------- |
| 1   | Ukraina         | Inesa Kraweć     | 15,33 m |
| 2   | Rosja           | Inna Lasowska    | 14,98 m |
| 3   | Czechy          | Šárka Kašpárková | 14,98 m |
| 4   | Wielka Brytania | Ashia Hansen     | 14,49 m |
| 5   | Grecja          | Olga Vasdeki     | 14,44 m |
| 6   | Chiny           | Ren Ruiping      | 14,30 m |
| 7   | Rumunia         | Rodica Mateescu  | 14,21 m |
| 8   | Łotwa           | Jelena Blazevica | 14,12 m |

### Pchnięcie kulą
| Lp. | Państwo           | Zawodniczka        | Wynik   |
| --- | ----------------- | ------------------ | ------- |
| 1   | Niemcy            | Astrid Kumbernuss  | 20,56 m |
| 2   | Chiny             | Sui Xinmei         | 19,88 m |
| 3   | Rosja             | Irina Chudorożkina | 19,35 m |
| 4   | Ukraina           | Wita Pawłysz       | 19,30 m |
| 5   | Stany Zjednoczone | Connie Price-Smith | 19,22 m |
| 6   | Niemcy            | Stephanie Storp    | 19,06 m |
| 7   | Niemcy            | Kathrin Neimke     | 18,92 m |
| 8   | Rosja             | Irina Korżanienko  | 18,68 m |

### Rzut dyskiem
| Lp. | Państwo   | Zawodniczka          | Wynik   |
| --- | --------- | -------------------- | ------- |
| 1   | Niemcy    | Ilke Wyludda         | 69,66 m |
| 2   | Rosja     | Natalia Sadowa       | 66,48 m |
| 3   | Białoruś  | Elina Zwierawa       | 65,64 m |
| 4   | Niemcy    | Franka Dietzsch      | 65,48 m |
| 5   | Chiny     | Xio Yanling          | 64,72 m |
| 6   | Rosja     | Olga Czerniawska     | 64,70 m |
| 7   | Rumunia   | Nicoleta Grasu       | 63,28 m |
| 8   | Australia | Lisa-Marie Vizaniari | 62,48 m |

### Rzut oszczepem
| Lp. | Państwo   | Zawodniczka            | Wynik   |
| --- | --------- | ---------------------- | ------- |
| 1   | Finlandia | Heli Rantanen          | 67,94 m |
| 2   | Australia | Louise Mc Paul         | 65,54 m |
| 3   | Norwegia  | Else Katrine Hattestad | 64,98 m |
| 4   | Kuba      | Isel López Ramirez     | 64,68 m |
| 5   | Kuba      | Xiomara Rivero Ascuy   | 64,48 m |
| 6   | Niemcy    | Karen Forkel           | 64,18 m |
| 7   | Finlandia | Mikaela Ingberg        | 61,52 m |
| 8   | Chiny     | Li Lei                 | 60,74 m |

### Siedmiobój
| Lp. | Państwo           | Zawodniczka        | Wynik    |
| --- | ----------------- | ------------------ | -------- |
| 1   | Syria             | Ghada Shouaa       | 6780 pkt |
| 2   | Białoruś          | Natalla Sazanowicz | 6563 pkt |
| 3   | Wielka Brytania   | Denise Lewis       | 6489 pkt |
| 4   | Polska            | Urszula Włodarczyk | 6484 pkt |
| 5   | Sierra Leone      | Eunice Barber      | 6342 pkt |
| 6   | Węgry             | Rita Ináncsi       | 6336 pkt |
| 7   | Niemcy            | Sabine Braun       | 6377 pkt |
| 8   | Stany Zjednoczone | Kelly Blair        | 6307 pkt |

### Chód na 10 km
| Lp. | Państwo  | Zawodniczka        | Wynik     |
| --- | -------- | ------------------ | --------- |
| 1   | Rosja    | Jelena Nikołajewa  | 41:49     |
| 2   | Włochy   | Elisabetta Perrone | 42:12 min |
| 3   | Chiny    | Wang Yan           | 42:19 min |
| 4   | Chiny    | Gu Yan             | 42:34 min |
| 5   | Włochy   | Rossella Giordano  | 42:43 min |
| 6   | Białoruś | Ola Kardapołcewa   | 43:02 min |
| 7   | Polska   | Katarzyna Radtke   | 43:05 min |
| 8   | Białoruś | Walentina Cybulska | 43:21 min |

### Maraton
| Lp. | Państwo    | Zawodniczka         | Wynik     |
| --- | ---------- | ------------------- | --------- |
| 1   | Etiopia    | Fatuma Roba         | 2:26:05 h |
| 2   | Rosja      | Walentina Jegorowa  | 2:28:05 h |
| 3   | Japonia    | Yūko Arimori        | 2:28:39 h |
| 4   | Niemcy     | Katrin Dörre-Heinig | 2:28:45 h |
| 5   | Hiszpania  | Maria Rios Pérez    | 2:30:50 h |
| 6   | Rumunia    | Lidia Șimon         | 2:31:64 h |
| 7   | Portugalia | Manuela Machado     | 2:31:11 h |
| 8   | Niemcy     | Sonja Krolik        | 2:31:16 h |
| ... | ...        | ...                 | ...       |
| 11  | Polska     | Małgorzata Sobańska | 2:31:52 h |
| 29  | Polska     | Aniela Nikiel       | 2:36:44 h |
| ... | Polska     | Kamila Gradus       | DNF       |